# Maurice Piot
Maurice Fernand Piot (ur. 14 lipca 1912 w Saint-Quentin, zm. 22 maja 1996 w Paryżu) – francuski szablista, brązowy medalista olimpijski i wicemistrz świata.
Na igrzyskach olimpijskich w Helsinkach w 1952 roku Francuzi w składzie: Maurice Piot, Jacques Lefèvre, Bernard Morel, Jean Laroyenne, Jean-François Tournon i Jean Levavasseur zdobyli brązowy medal w szabli drużynowej. Był to jego jedyny start olimpijski.
Podczas mistrzostw świata w Monte Carlo w 1950 roku razem z Jacquesem Lefèvre, Jeanem Levavasseurem, Jeanem Parentem i Jean-Françoisem Tournonem wywalczył drużynowo srebrny medal.
Był bratankiem Jeana Piota.